# Hieracium sparsum
Lo  sparviere sparso  (nome scientifico  Hieracium sparsum  Friv., 1836) è una specie di pianta angiosperma dicotiledone della famiglia delle Asteraceae.  Hieracium sparsum è anche l'unica "specie principale" italiana appartenente alla sezione Hieracium sect. Cernua  R. Uechtr..

## Etimologia
Il nome del genere deriva dalla parola greca hierax o hierakion (= sparviere, falco). Il nome del genere è stato dato inizialmente dal botanico francese Joseph Pitton de Tournefort (1656 - 1708) rifacendosi probabilmente ad alcuni scritti del naturalista romano Gaio Plinio Secondo (23 - 79) nei quali, secondo la tradizione, i rapaci si servivano di questa pianta per irrobustire la loro vista. L'epiteto specifico (sparsum ) significa "sparso" e probabilmente fa riferimento alla sparsa pubescenza di questa pianta (vedi il paragrafo più avanti dedicato all'indumentum). Il nome della sezione (cernua) deriva dal latino ”cernuus” (= penzolante, col capo all'ingiù).
Il nome scientifico della specie è stato definito dal botanico Emerich Frivaldszky von Frivald (1799-1870) nella pubblicazione " Flora; oder, (allgemeine) botanische Zeitung. Regensburg, Jena" (Flora 19(2): 436) del 1836. Il nome scientifico della sezione è stato definito dal botanico Rudolf Friedrich von Uechtritz (1838–1886).

## Descrizione
Habitus. La forma biologica è emicriptofita scaposa (H scap), ossia in generale sono piante erbacee, a ciclo biologico perenne, con gemme svernanti al livello del suolo e protette dalla lettiera o dalla neve e sono dotate di un asse fiorale eretto e spesso privo di foglie. Tutte le specie del gruppo sono provviste di latice. I peli ghiandolari sono più o meno assenti o sparsi su alcune parti della pianta (peduncoli dei capolini e involucri). Le specie di questo gruppo sono piante di tipo fillopode (raramente sono hypofillopode).
Fusto. I fusti, in genere eretti, ascendenti ma flessuosi, sono di solito solitari e mediamente ramificati o afilli. Il colore è verde-olivastro (rosso-violaceo alla base). Le radici in genere sono di tipo fittonante. Queste piante sono alte da 20 a 50 cm.
Foglie. Sono presenti sia foglie delle rosette basali che cauline con disposizione alterna. Quelle basali sono picciolate con forme più o meno lanceolate (o obovate, o ellittiche). Sono presenti da 2 a 8 foglie cauline con forme lanceolate, intere o denticolate e glabre.
Infiorescenza. La sinflorescenza è del tipo racemoso fino a panicolato con 2 - 6 rami. L'acladio è di 0,5 – 5 cm. L'infiorescenza è composta da diversi capolini terminali. I capolini, solamente di tipo ligulifloro, sono formati da un involucro composto da diverse brattee (o squame) all'interno delle quali un ricettacolo fa da base ai fiori ligulati. L'involucro ha una forma variabile da cilindrico-ellissoide a turbinata ed è formato da due serie di brattee. La distinzione delle due serie delle brattee involucrali è minima (le esterne sono brevi, quelle interne sono più lunghe). Il ricettacolo è nudo (senza pagliette) con la parte terminale degli alveoli lungamente dentati. Dimensione dell'involucro: 9 – 12 mm.
Fiori. I fiori, tutti ligulati, sono tetra-ciclici (ossia sono presenti 4 verticilli: calice – corolla – androceo – gineceo) e pentameri (ogni verticillo ha in genere 5 elementi). I fiori sono ermafroditi, fertili e zigomorfi.
- Formula fiorale:

*/x K {\displaystyle \infty }, [C (5), A (5)], G 2 (infero), achenio
- Calice: i sepali del calice sono ridotti ad una coroncina di squame.
- Corolla: le corolle sono formate da un tubo e da una ligula terminante con 5 denti; il colore varia da giallo a giallo-pallido. I dentelli apicali delle ligule sono glabri.
- Androceo: gli stami sono 5 con filamenti liberi, mentre le antere sono saldate in un manicotto (o tubo) circondante lo stilo.[15] Le antere alla base sono acute. Il polline è tricolporato.[16]
- Gineceo: lo stilo giallo (con tendenza al nerastro) è filiforme e peloso sul lato inferiore; gli stigmi dello stilo sono due divergenti. L'ovario è infero uniloculare formato da 2 carpelli. La superficie stigmatica è interna.[17]
- Antesi: la fioritura (in genere da luglio ad agosto) è tardo-primaverile (fino a estiva).

Frutti. I frutti sono degli acheni con pappo. Gli acheni hanno una forma da oblunga a obovoide-obconica con apice troncato e privi di becco (non sono compressi); in alcuni casi gli acheni sono provvisti di coste longitudinali. Il colore degli acheni è castano-chiaro (ma anche scuro). Il pappo si compone di peli semplici grigiastri, scabri o barbati (non piumosi). Raramente il pappo è assente. Dimensione degli acheni: 3,5 – 4 mm.

## Biologia
Impollinazione: l'impollinazione avviene tramite insetti (impollinazione entomogama tramite farfalle diurne e notturne).
Riproduzione: la fecondazione avviene fondamentalmente tramite l'impollinazione dei fiori (vedi sopra).
Dispersione: i semi (gli acheni) cadendo a terra sono successivamente dispersi soprattutto da insetti tipo formiche (disseminazione mirmecoria). In questo tipo di piante avviene anche un altro tipo di dispersione: zoocoria. Infatti gli uncini delle brattee dell'involucro (se presenti) si agganciano ai peli degli animali di passaggio disperdendo così anche su lunghe distanze i semi della pianta.

## Distribuzione e habitat

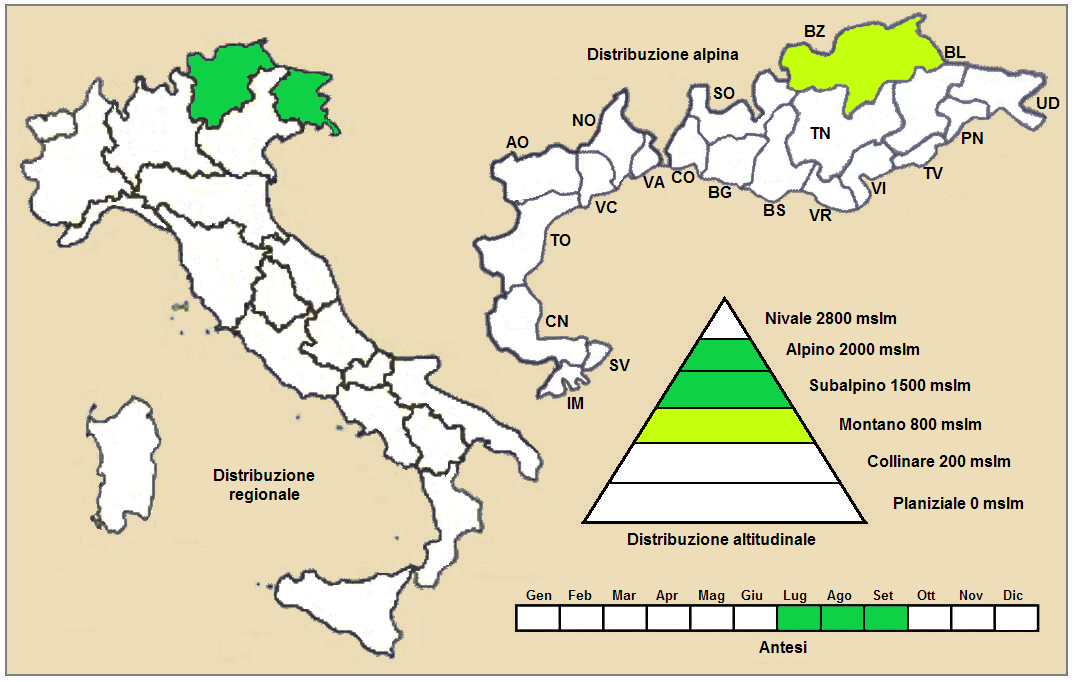
Distribuzione della pianta (Distribuzione regionale – Distribuzione alpina)

Geoelemento: il tipo corologico (area di origine) è Sud Est Europeo / Ovest Asiatico.
Distribuzione: in Italia questa specie è molto rara e si trova nel Tirolo meridionale. Fuori dall'Italia, sempre nelle Alpi, questa specie si trova in Austria. Sugli altri rilievi collegati alle Alpi è presente nei Monti Balcani e Carpazi. Nel resto dell'Europa e dell'areale del Mediterraneo si trova in Europa orientale, Anatolia e Transcaucasia.
Habitat: l'habitat preferito per queste piante è tra gli arbusti nani subalpini e nei lariceti. Il substrato preferito è siliceo con pH acido, bassi valori nutrizionali del terreno che deve essere mediamente umido.
Distribuzione altitudinale: sui rilievi alpini, in Italia, queste piante si possono trovare a quote tra 1.500 e 1.600 m s.l.m.; nelle Alpi frequentano quindi i seguenti piani vegetazionali: subalpino, alpino e in parte quello montano.

### Fitosociologia
Dal punto di vista fitosociologico alpino Hieracium sparsum appartiene alla seguente comunità vegetale:
Formazione: delle comunità delle praterie rase dei piani subalpino e alpino con dominanza di emicriptofite
Classe: Nardetea strictae

## Tassonomia
La famiglia di appartenenza di questa voce (Asteraceae o Compositae, nomen conservandum) probabilmente originaria del Sud America, è la più numerosa del mondo vegetale, comprende oltre 23.000 specie distribuite su 1.535 generi, oppure 22.750 specie e 1.530 generi secondo altre fonti (una delle checklist più aggiornata elenca fino a 1.679 generi). La famiglia attualmente (2021) è divisa in 16 sottofamiglie.

### Filogenesi
Il genere di questa voce appartiene alla sottotribù Hieraciinae della tribù Cichorieae (unica tribù della sottofamiglia Cichorioideae). In base ai dati filogenetici la sottofamiglia Cichorioideae è il terz'ultimo gruppo che si è separato dal nucleo delle Asteraceae (gli ultimi due sono Corymbioideae e Asteroideae). La sottotribù Hieraciinae fa parte del "quinto" clade della tribù; in questo clade è posizionata alla base ed è "sorella" al resto del gruppo comprendente, tra le altre, le sottotribù Microseridinae e Cichoriinae. Il genere Hieracium (insieme al genere Pilosella) costituisce il nucleo principale della sottotribù Hieraciinae e formano (insieme ad altri generi minori) un "gruppo fratello" posizionato nel "core" delle Hieraciinae.
Il genere Hieracium è un genere estremamente polimorfo con maggioranza di specie apomittiche. Di questo genere sono descritte circa 1000 specie sessuali e oltre 3000 specie apomittiche, delle quali circa 250 e più sono presenti nella flora spontanea italiana. Alcuni taxon collegati alle varie specie del genere sono sottospecie, altri sono considerati aggregati (o inclusi), e altri ancora sono considerati "intermediari" (o impropriamente ibridi in quanto queste specie essendo apomittiche non si incrociano e quindi non danno prole feconda) con altre specie. A causa di ciò si pongono dei problemi di sistematica quasi insolubili e per avere uno sguardo d'insieme su questa grande variabilità può essere necessario assumere un diverso concetto di specie. Qui in particolare viene seguita la suddivisione del materiale botanico in sezioni così come sono elencate nell'ultima versione della "Flora d'Italia".
La specie di questa voce è descritta all'interno della XIII sezione Hieracium sect. Cernua. Questa sezione è affine alla sezione Naegeliana; entrambe si sono formate nelle aree di rifugio durante le glaciazioni dell'Europa sud orientale. I caratteri principali della sezione sono:
- i peli ghiandolari sono più o meno assenti o sparsi su alcune parti della pianta (peduncoli dei capolini e involucri);
- le specie di questo gruppo sono piante di tipo fillopode (raramente sono hypofillopode);
- sono presenti da 2 a 8 foglie cauline con forme lanceolate, intere o denticolate e glabre;
- la forma degli involucri varia da cilindrico-ellissoidi a turbinati;
- la distinzione delle due serie delle brattee involucrali è minima (le esterne sono brevi, quelle interne sono più lunghe);
- la fioritura è tardo-primaverile (fino a estiva);
- il colore degli acheni è castano-chiaro.

L'indumentum è uno degli elementi più importanti per distinguere le varie specie. Hieracium sparsum è caratterizzata dalla seguente pubescenza:
| Tipo peli        | Caule             | Foglie            | Peduncoli dei capolini | Brattee involucrali |
| ---------------- | ----------------- | ----------------- | ---------------------- | ------------------- |
| Peli semplici    | Da sparsi a densi | Da sparsi a densi | Rari                   | Rari                |
| Peli ghiandolari | Assenti           | Assenti           | Sparsi                 | Sparsi              |
| Peli stellati    | Assenti           | Assenti           | Sparsi                 | Sparsi              |

Il numero cromosomico di  Hieracium sparsum è: 2n = 18, 27 e 36.
Per questa specie sono riconosciute 38 sottospecie, nessuna delle quali sono presenti nella flora spontanea italiana.